# ألبرت جاي دونلاب
ألبرت جاي دونلاب (بالإنجليزية: Albert J. Dunlap)‏ هو شخصية أعمال أمريكي، ولد في 26 يوليو 1937 في هوبوكين في الولايات المتحدة، وتوفي في 25 يناير 2019 في أوكالا في الولايات المتحدة.